# 李少敏
李少敏（1955年10月—），男，漢族，河南濮陽人，畢業於鄭州大學中文系漢語言文學專業，本科學歷。1974年3月參加工作，1983年8月加入中國共產黨。

## 生平
1974年，到河南省濮陽縣下鄉鍛鍊。1982年，從鄭州大學畢業後先後在濮陽縣人民政府和濮陽市委任職。1994年，獲選范縣縣委書記、縣人大常委會主任。1998年至2002年期間，在焦作市擔任副市長、市委常委和宣傳部部長。2002年7月，轉任洛陽市委常委、市委秘書長。2004年2月，任洛陽市委組織部長。2012年1月，當選洛陽市人大常委會主任。
2020年6月2日，河南省紀委監委宣布李少敏涉嫌嚴重違紀違法，正在接受紀律審查和監察調查。